# Trasa Kaszubska
Trasa Kaszubska – Kaszëbskô Darga (od 19 marca 2025 r. oficjalna nazwa trasy została uzupełniona o człon w j. kaszubskim) – odcinek drogi ekspresowej S6 o długości 65,7 km od Leśnic (powiat lęborski) k. Lęborka do węzła Gdynia Wielki Kack na Obwodnicy Trójmiasta.
Realizacja trasy została podzielona na cztery zadania:
1. odcinek w. Leśnice – w. Bożepole Wielkie; (tzw. zadanie I), długości 22 km – w kwietniu 2020 uzyskano zezwolenie na realizację inwestycji drogowej (ZRID). Koszt prac budowlano-montażowych na tym odcinku wyniesie ok. 338 mln zł - odcinek aktualnie znajduje się w fazie budowy.
2. odcinek w. Bożepole Wielkie – w. Luzino (z węzłem); (tzw. zadanie II), długości 10,4 km – 30 kwietnia 2018 r. została wybrana, jako najkorzystniejsza, oferta firmy PORR SA na projekt i budowę odcinka. Oferent zadeklarował cenę 337 981 735,78 zł i termin 31 miesięcy (z wyłączeniem okresów zimowych od 15 grudnia do 15 marca). Na trasie zostały wybudowane trzy węzły drogowe: Bożepole Wielkie, Strzebielino oraz Luzino. Przy węźle Luzino został wybudowany Obwód Utrzymania Drogi Ekspresowej Luzino służący do zarządzania odcinkiem drogi ekspresowej S6.
3. odcinek w. Luzino (bez węzła) – w. Szemud (z węzłem); (tzw. zadanie III), długości 10,26 km – 17 kwietnia 2018 roku została ponownie wybrana najkorzystniejsza oferta na realizację tego odcinka. Przedstawiła ją firma Budimex SA, która zamierzała zaprojektować i zbudować ten odcinek za 335 873 785,14 zł, w terminie 34 miesięcy (z wyłączeniem okresów zimowych od 15 grudnia do 15 marca) oraz zapewniła 10 lat gwarancji jakości na elementy infrastruktury,
4. odcinek w. Szemud (bez węzła) – w. Gdynia Wielki Kack (z węzłem, rozbudowa do 3 pasów ruchu dla jednego kierunku); (tzw. zadanie IV), długości 23,1 km – Wybrano ofertę firmy Pol-Aqua, która zbudowała trasę za 817 110 153 zł.

Spodziewane koszty budowy tej trasy w 2015 roku szacowano na ok. 3 mld zł.
Pierwotnym terminem oddania Trasy do ruchu (według harmonogramu zaktualizowanego na dzień 23 maja 2017) był lipiec 2021 (termin podpisania umowy z wykonawcą robót – grudzień 2017, termin rozpoczęcia robót – marzec 2019), jednak ze względu na większą od założonej liczbę prac archeologicznych, pandemię Covid-19 i niesprzyjające warunki pogodowe został on przesunięty na rok 2022.
Trasę na odcinku od w. Bożepole do w. Gdynia Wielki Kack otwarto 21 grudnia 2022.

## Zadania drogi
Trasa Kaszubska znajduje się w korytarzu trasy Via Hanseatica. Ma poprawić dostępność transportową środkowego Pomorza. Pozwala na ominięcie Gdyni oraz tzw. Małego Trójmiasta Kaszubskiego (Reda, Rumia, Wejherowo) dla poruszających się po trasie Trójmiasto – Szczecin.
Kontynuacją trasy ma być Obwodnica Metropolitalna Trójmiasta (OMT) mająca stanowić część drogi ekspresowej S7.

## Przebieg
Trasa Lęborska będzie przebiegać przez północną część Pojezierza Kaszubskiego. Przecina następujące jednostki administracyjne:

1. powiat lęborski
  - gmina Nowa Wieś Lęborska
    - Leśnice

  - Lębork
  - gmina Nowa Wieś Lęborska
2. powiat wejherowski
  - gmina Łęczyce
    - Godętowo
    - Bożepole Wielkie
    - Strzebielino

  - gmina Luzino
    - Luzino
    - Barłomino
    - Milwino

  - gmina Szemud
    - Głazica
    - Szemud
    - Kamień
    - Bojano
3. powiat kartuski
  - gmina Żukowo
    - Chwaszczyno
4. Gdynia
  - Dąbrowa
  - Wielki Kack